# 蔚春
蔚春（1458年—？年），字景元，直隸廬州府合肥縣人，明朝政治人物。

## 生平
成化二十二年（1486年）丙午科應天府鄉試第八十二名，弘治六年（1493年）癸丑科第三甲第五十二名進士。本年十二月授兵科給事中。十二年巡视京营，十三年九月升户科右，十四年三月升本科左，七月与御史杜啓、员外郎赵履祥于浙江、江西清理屯田。十五年十月升福建布政司右参议，丁憂歸，服闋，正德二年（1507年）八月复除陕西参议，遷广西右参政，十二年正月考察去職。

## 家族
曾祖蔚觀；祖父蔚珍；父蔚清，母楊氏。